# Reteporella antennula
Reteporella antennula är en mossdjursart som först beskrevs av P. Buchner 1924.  Reteporella antennula ingår i släktet Reteporella och familjen Phidoloporidae. Inga underarter finns listade i Catalogue of Life.